# Sì (альбом Андреа Бочелли)
Sì — шестнадцатый студийный альбом слепого итальянского тенора Андреа Бочелли, вышедший 26 октября 2018 года на лейблах Sugar и Decca. Продюсерами были Боб Эзрин, Mauro Malavasi, Pierpaolo Guerrini. Это первый за 14 лет альбом Бочелли из оригинального материала, впервые после диска Andrea (2004).
Диск включает дуэт Бочелли с его сыном Matteo Bocelli (на «Fall on Me»), и вокал и соавторство с Эдом Шираном (на «Amo soltanto te»). Это второе сотрудничество между Бочелли и Шираном после успешного хита № 1 «Perfect Symphony» (2017). Также на альбоме появляются Дуа Липа, Джош Гробан и русская сопрано Аида Гарифуллина.
Диск сразу возглавил британский и американский хит-парады, впервые в карьере певца.

## Об альбоме
Бочелли заявил, что он и его команда композиторов и продюсеров создавали и откладывали песни для работы в течение многих лет, но на самом деле не записывали их до «Sì». Бочелли объяснил, что так как его семья — «самый важный ориентир в своей жизни», он хотел «чествовать» их на альбоме, в том числе с участием его сына Маттео на «Fall on Me», а его другой сын Amos играет партию фортепиано на двух акустических бонус-треках. Кроме того, песня «Vivo» посвящена жене Бочелли Веронике.
«Fall on Me» также включён в Диснеевский фильм Щелкунчик и четыре королевства (2018), саундтрек которого вышел одновременно с альбомом Sì.

## Коммерческий успех
Sì дебютировал на первом месте американского хит-парад Billboard 200 с тиражом 125,000 альбомных экв. единиц (включая 123,000 ист. альб. продаж). Это первый альбом Бочелли, достигший первого места в США и первый альбом классической музыки на вершине чарта после диска Noël американского певца Джош Гробан, который лидировал в январе 2008 года. Ранее альбомы Бочелли дважды поднимались до второго места в США: My Christmas (5 недель на № 2 в 2009 году) и Passione (1 неделя на № 2 в 2013 году).
В Великобритании, Sì дебютировал на первом месте с тиражом 25,829 копий, став 11-м альбомом Бочелли, попавшим в десятку лучших top-10. Он также первый альбом классической музыки на вершине чарта после саундтрека фильма Titanic (1998).

## Список композиций
| №                   | Название                                          | Автор(ы)                                                     | Продюсеры           | Длительность |
| ------------------- | ------------------------------------------------- | ------------------------------------------------------------ | ------------------- | ------------ |
| 1.                  | «Ali di libertà»                                  | Davide Esposito                                              | Боб Эзрин           | 3:32         |
| 2.                  | «Amo soltanto te» (при участии Эда Ширана)        | Эд Ширан Tiziano Ferro Matt Sheeran                          | Эзрин               | 3:20         |
| 3.                  | «Un'anima»                                        | Richard Blaskey Daniel McAlister                             | Эзрин               | 4:31         |
| 4.                  | «If Only» (при участии Дуа Липа)                  | Luciano Quarantotto Francesco Sartori Mauro Malavasi         | Эзрин Malavasi      | 3:37         |
| 5.                  | «Gloria the Gift of Life»                         | Jonas Myrin Edmond Cash Роберт Эзрин                         | Эзрин               | 3:47         |
| 6.                  | «Fall on Me» (вместе с Matteo Bocelli)            | Chad Vaccarino Ian Axel Fortunato Zampaglione Matteo Bocelli | Эзрин               | 4:16         |
| 7.                  | «We Will Meet Once Again» (вместе с Джош Гробан)  | Джошуа Гробан Jacqueline Nemorin Marco Guazzone Tobias Gad   | Bernie Herms        | 3:55         |
| 8.                  | «I Am Here» ("Sono Qui" English version)          | Pierpaolo Guerrini Shridhar Solanki                          | Эзрин Guerrini      | 3:49         |
| 9.                  | «Vertigo»                                         | Raffaele Gualazzi                                            | Malavasi            | 4:35         |
| 10.                 | «Vivo»                                            | Riccardo Del Turco                                           | Guerrini            | 4:22         |
| 11.                 | «Dormi dormi»                                     | Malavasi                                                     | Эзрин Malavasi      | 4:06         |
| 12.                 | «Ave Maria pietas» (вместе с Аидой Гарифуллинной) | Danijel Vuletic Malavasi                                     | Эзрин Malavasi      | 4:12         |
| Общая длительность: | Общая длительность:                               | Общая длительность:                                          | Общая длительность: | 48:02        |

| №                   | Название                                                   | Автор(ы)                               | Продюсеры           | Длительность |
| ------------------- | ---------------------------------------------------------- | -------------------------------------- | ------------------- | ------------ |
| 13.                 | «Meditation»                                               | Andrea Bocelli Malavasi Jules Massenet | Эзрин               | 4:09         |
| 14.                 | «Miele impuro»                                             | Emilio Rentocchini Sartori             | Эзрин               | 3:09         |
| 15.                 | «Sono qui» (акустическая версия)                           | Quarantotto Sartori Malavasi           | Guerrini            | 4:26         |
| 16.                 | «Ali di libertà» (акустическая версия)                     | Esposito                               | Guerrini            | 3:33         |
| 17.                 | «Fall on Me» (вместе с Matteo Bocelli) (английская версия) | Vaccarino Axel Zampaglione Bocelli     | Эзрин               | 4:18         |
| Общая длительность: | Общая длительность:                                        | Общая длительность:                    | Общая длительность: | 67:37        |

| №                   | Название                                                             | Длительность |
| ------------------- | -------------------------------------------------------------------- | ------------ |
| 1.                  | «Alas de libertad» («Ali di libertà» испанская версия)               | 3:32         |
| 2.                  | «Tu eres mi tesoro» («If Only» испанская версия)                     | 3:39         |
| 3.                  | «Gloria por la vida» («Gloria the Gift of Life» испанская версия)    | 3:47         |
| 4.                  | «Ven a mi» (вместе с Matteo Bocelli) («Fall on Me» испанская версия) | 4:18         |
| 5.                  | «Estoy aquì» («Sono qui» испанская версия)                           | 3:49         |
| 6.                  | «Vivo otra vez contigo» («Vivo» испанская версия)                    | 4:22         |
| 7.                  | «Duerme duerme» («Dormi dormi» испанская версия)                     | 4:06         |
| 8.                  | «Un rêve de liberté» («Ali di libertà» французская версия)           | 3:30         |
| 9.                  | «If Only» (китайская версия) (вместе с A-Mei)                        | 3:37         |
| Общая длительность: | Общая длительность:                                                  | 34:40        |

## Позиции в чартах
| Чарт (2018)                          | Высшая позиция |
| ------------------------------------ | -------------- |
| Австралия (ARIA)                     | 7              |
| Австрия (Ö3 Austria)                 | 10             |
| Бельгия/Фландрия (Ultratop)          | 3              |
| Бельгия/Валлония (Ultratop)          | 49             |
| Канада (Canadian Albums Chart)       | 3              |
| Чехия (ČNS IFPI)                     | 18             |
| Нидерланды (Album Top 100)           | 7              |
| Германия (Offizielle Top 100)        | 10             |
| Greek Albums (IFPI Greece)           | 8              |
| Венгрия (MAHASZ)                     | 13             |
| Ирландия (IRMA)                      | 3              |
| Италия (Classifica album)            | 6              |
| New Zealand Albums (RMNZ)            | 6              |
| Польша (ZPAV)                        | 6              |
| Португалия (AFP)                     | 15             |
| Шотландия (Scottish Albums Chart)    | 1              |
| Slovak Albums (ČNS IFPI)             | 8              |
| South Korean Albums (Gaon)           | 73             |
| Республика Корея (Gaon)              | 3              |
| Spanish Albums (PROMUSICAE)          | 22             |
| Швейцария (Schweizer Hitparade)      | 10             |
| Великобритания (UK Albums Chart)     | 1              |
| US Billboard 200                     | 1              |
| США (Billboard Top Classical Albums) | 1              |

| Чарт (2018)                        | Позиция |
| ---------------------------------- | ------- |
| Australian Albums (ARIA)           | 81      |
| Belgian Albums (Ultratop Flanders) | 48      |
| Dutch Albums (MegaCharts)          | 98      |
| German Albums (Offizielle Top 100) | 94      |
| Irish Albums (IRMA)                | 18      |
| Italian Albums (FIMI)              | 49      |
| Polish Albums (ZPAV)               | 31      |
| UK Albums (OCC)                    | 12      |

## Сертификации
| Регион | Сертификация | Продажи |
| --- | ------------ | ------- |
| Италия (FIMI) | Золотой      | 25 000  |
| Польша (ZPAV) | Платиновый   | 20 000  |
| Великобритания (BPI) | Золотой      | 100 000 |
| * Данные о продажах приведены только на основе сертификации. ^ Данные о тиражах приведены только на основе сертификации. |              |         |